# Deoksugung
Deoksugung (덕수궁?, 德壽宮?) è un complesso di palazzi abitato da numerosi componenti della famiglia reale coreana fino all'occupazione giapponese all'inizio del XX secolo. Situato ad angolo dell'intersezione più affollata dell'area downtown di Seul in Corea del Sud, si tratta dell'unico palazzo collocato al fianco di una serie di edifici in stile occidentale. Gli edifici furono costruiti nei modi più diversi, alcuni in legno di crittomeria, altri in legno dipinto, altri in stucco e altri ancora in stile occidentale. Ospita un museo d'arte, dei giardini fitti di vegetazione e una statua rappresentante il re Sejong il Grande.

## Storia

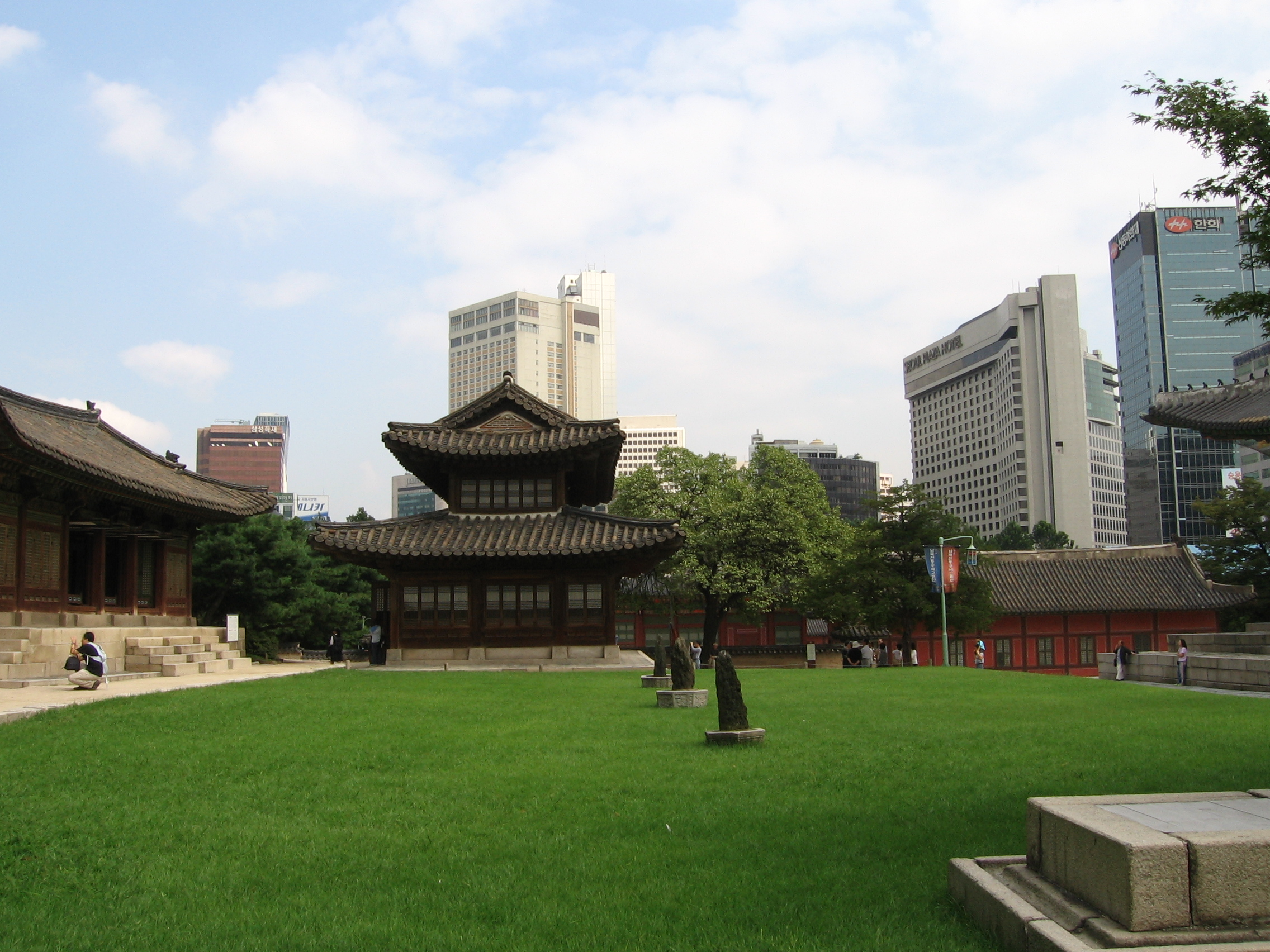
Una vista di Deoksugung, con sullo sfondo gli edifici moderni di Seul

Deoksugung fu originariamente la residenza del principe Wolsan (1454-1488), il fratello maggiore del re Seongjong (1469-1494). Il palazzo divenne però la residenza ufficiale della famiglia reale quando Gwanghaegun (1575-1641) ascese al trono e diede a questa residenza regale il nome Gyeongungung nel 1611. Nei decenni a seguire, la funzione dell'edificio oscillò tra quella di palazzo ufficiale e di residenza temporanea. Infatti, dopo la ricostruzione di Changdeokgung, nel 1618 la famiglia reale si spostò ufficialmente là e Deoksugung venne usato per quasi 300 anni come un palazzo ausiliario, spesso chiamato Seogung (ovvero Palazzo occidentale) per la sua posizione rispetto al palazzo ufficiale. 
Nel 1897 l'imperatore Gojong (26º re della dinastia Joseon, 1863-1907) ritornò ad abitare in questo palazzo, facendo iniziare dei lavori di ampliamento. La stanza Hamnyeongjeon, chiamata così al fine di augurare una pace duratura a Gojong, era il luogo in cui quest'ultimo dormiva. Nell'ala est si trovava la stanza del re, mentre l'ala ovest era dedicata alla regina. Jeonggwanheon, completato nel 1900, fu il primo edificio in stile occidentale ad essere costruito nel palazzo. Il retro del palazzo cela un passaggio segreto verso gli emissari russi che esiste ancora oggi. Nel 1907 la residenza venne nominata Deoksugung, con il significato di "palazzo della virtuosa longevità". Dopo aver abdicato in favore di Sunjong, Gojong continuò comunque a vivere a Deoksugung. L'ingresso Seokjojeon è l'altro edificio in stile occidentale ancora presente nel palazzo Deoksugung; nel bel mezzo della sua costruzione da parte di un britannico i diritti di proprietà vennero trasferiti al Giappone. Fu infine completato nel 1910. Dopo la morte di Gojong, l'edificio Seokjojeon divenne una galleria d'arte giapponese aperta al pubblico.
Dalla fine della guerra di Corea, l'ala est del palazzo è sede dell'esposizione dei tesori di palazzo, mentre l'ala ovest viene impiegata come parte del Centro Nazionale d'Arte Moderna.
L'edificio Junghwajeon, durante l'impero coreano, fu il centro della politica e costituì lo scenario delle discussioni riguardanti gli affari nazionali tra i leader del paese. Il soffitto al di sopra del trono è decorato da una coppia di draghi. Seppur Junghwajeon sia stato originariamente costruito nel 1902 come un edificio a più tetti, esso venne riprogettato con un tetto singolo nel 1906 dopo aver preso fuoco due anni prima.

## Edifici principali

### Daehanmun

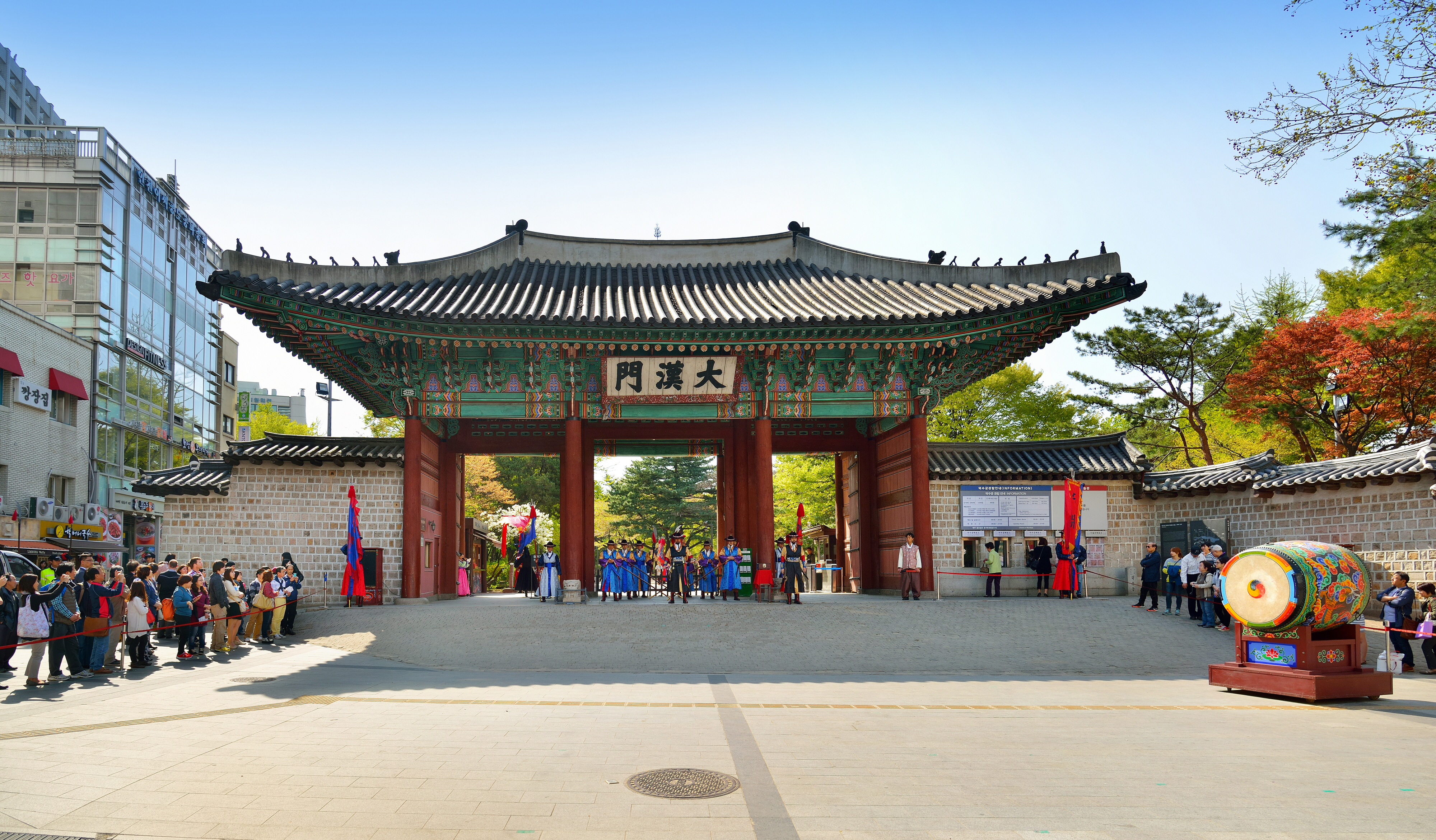
Daehanmun.

Inizialmente chiamata Daeanmun e poi rinominata Daehanmun nel 1906, è il principale accesso al Deoksugung e si affaccia a est. Le iscrizioni sulla porta furono realizzate da Nam Jong-cheol, un alto ufficiale del regno del re Gojong.

### Geumcheongyo
Ponte a doppia arcata costruito su un canale artificiale divenuto in seguito uno stagno, scavato perché, nonostante tutti i palazzi reali fossero attraversati da un corso d'acqua con un ponte di pietra, il Deoksugung era stato progettato inizialmente come residenza privata e quindi ne era privo.

### Junghwajeon

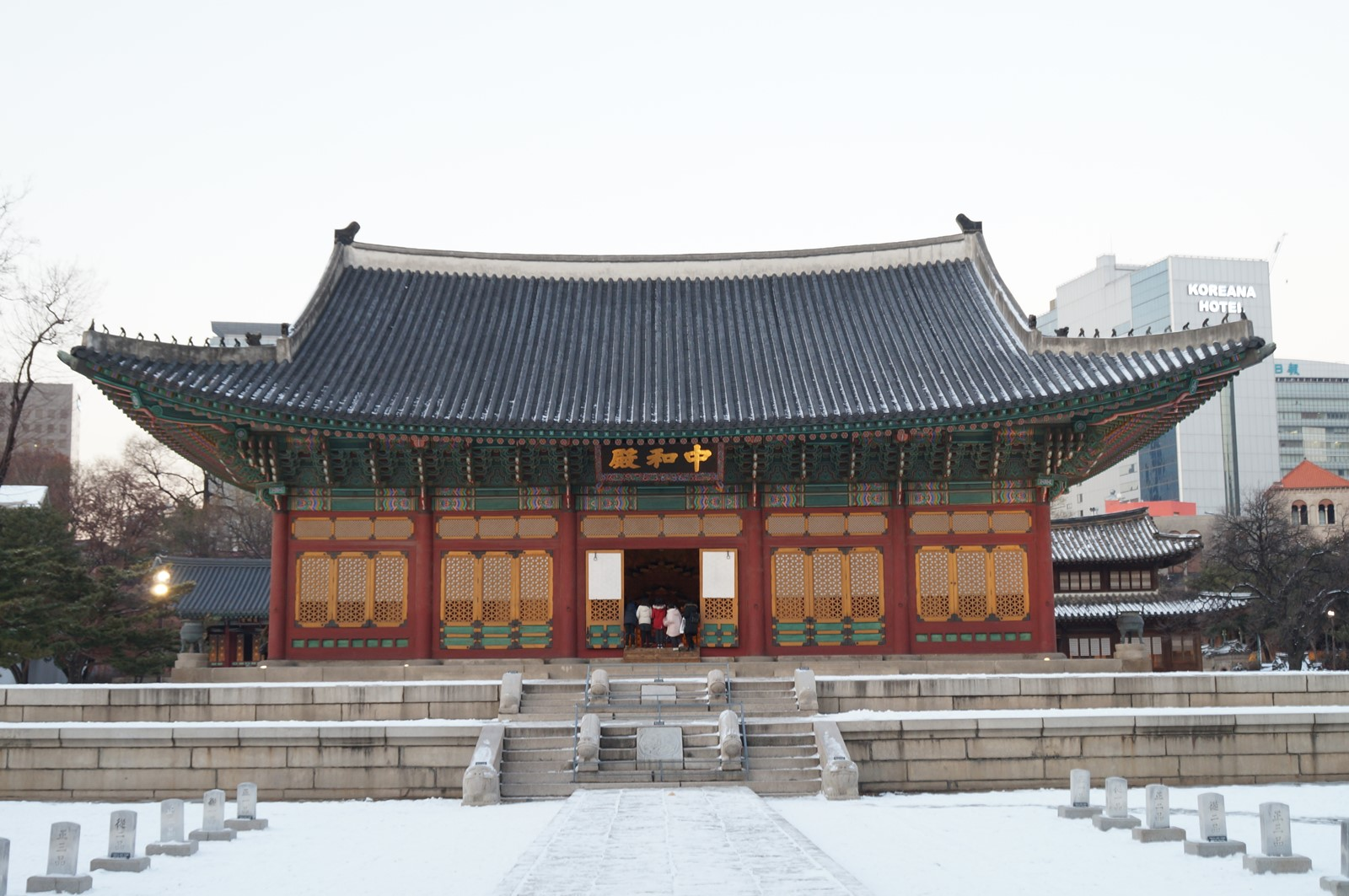
Junghwajeon.

La sala Junghwajeon è la sala del trono e la più estesa del complesso palaziale. Vi si accede dalla porta Junghwamun. Costruita nel 1902 e poi distrutta da un incendio nel 1904 e ricostruita nel 1906, si erge su un ampio woldae (rialzamento di pietra) e vi si accede tramite una scalinata. Sopra le porte, si aprono delle finestre per permettere alla luce di illuminare la sala. All'interno, il trono si trova su una piattaforma elevata tra due colonne. Alle sue spalle si trova un paravento con rappresentati il sole, la luna e le montagne. Le scale di accesso sono divise in tre sezioni dalle statue di quattro figure mitologiche, mentre di quelle esterne c'è soltanto la testa. Il pannello centrale di pietra è decorato da nuvole, erbe e fiori, tra i quali spicca un ovale con due draghi. La terrazza è costituita da due livelli, separati da una scalinata di cinque gradini, a sua volta divisa in tre sezioni da figure mitologiche.
Come negli altri palazzi reali (Gyeongbokgung, Changdeokgung, Changgyeonggung), anche sul lato est della Sala Junghwajeon probabilmente si trovavano dei corridoi coperti.

### Seokjojeon

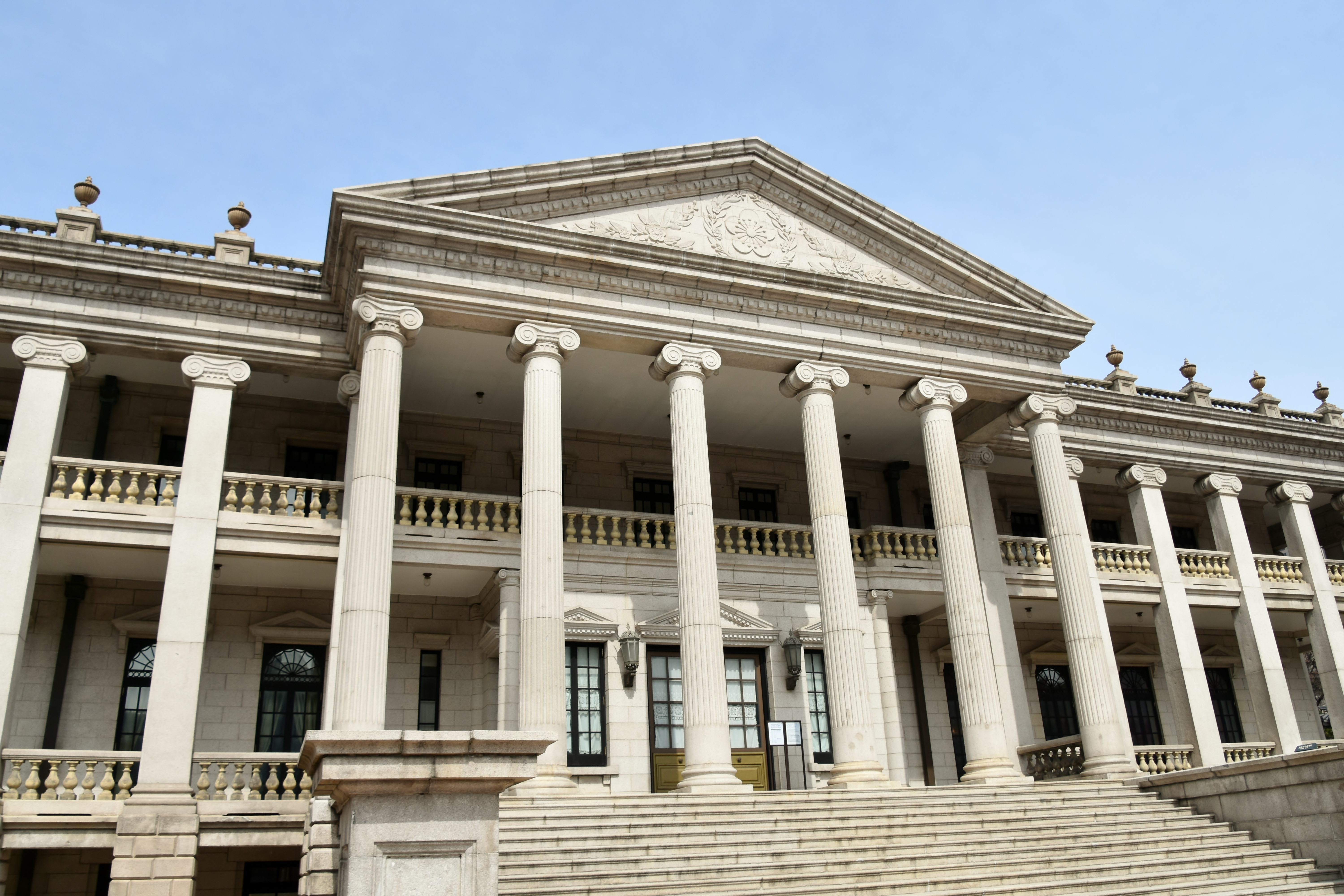
Seokjojeon.

Questo edificio mostra l'influenza dello stile coloniale degli Stati Uniti di inizio XIX secolo. Si sviluppa su tre piani e ha una superficie di 4045 metri quadrati e la sua costruzione venne supervisionata da Sim Uiseok (coreano), Sabatin (russo), Ogawa (giapponese) e in seguito anche da M.H. Davidson (inglese). Il primo piano era riservato agli attendenti e ai servitori, il secondo era dedicato all'accoglienza degli ospiti e dei sudditi, mentre al terzo si trovavano le stanze da letto e le altre stanze private del sovrano e della regina consorte. Per un periodo ha ospitato il Museo Nazionale di Corea, mentre ora è parte del Museo Reale, che conserva gli artefatti della famiglia reale Yi, inclusi gli abiti e gli ornamenti del Principe Ereditario Uimin (poi re Ongchin) e della sua consorte, la principessa Bangja, nonché della principessa Yuhwa. La sua ala ovest fu iniziata nel 1936 e completata due anni dopo; oggi ospita il Museo Nazionale di Arte Contemporanea.

### Junmyeongdang

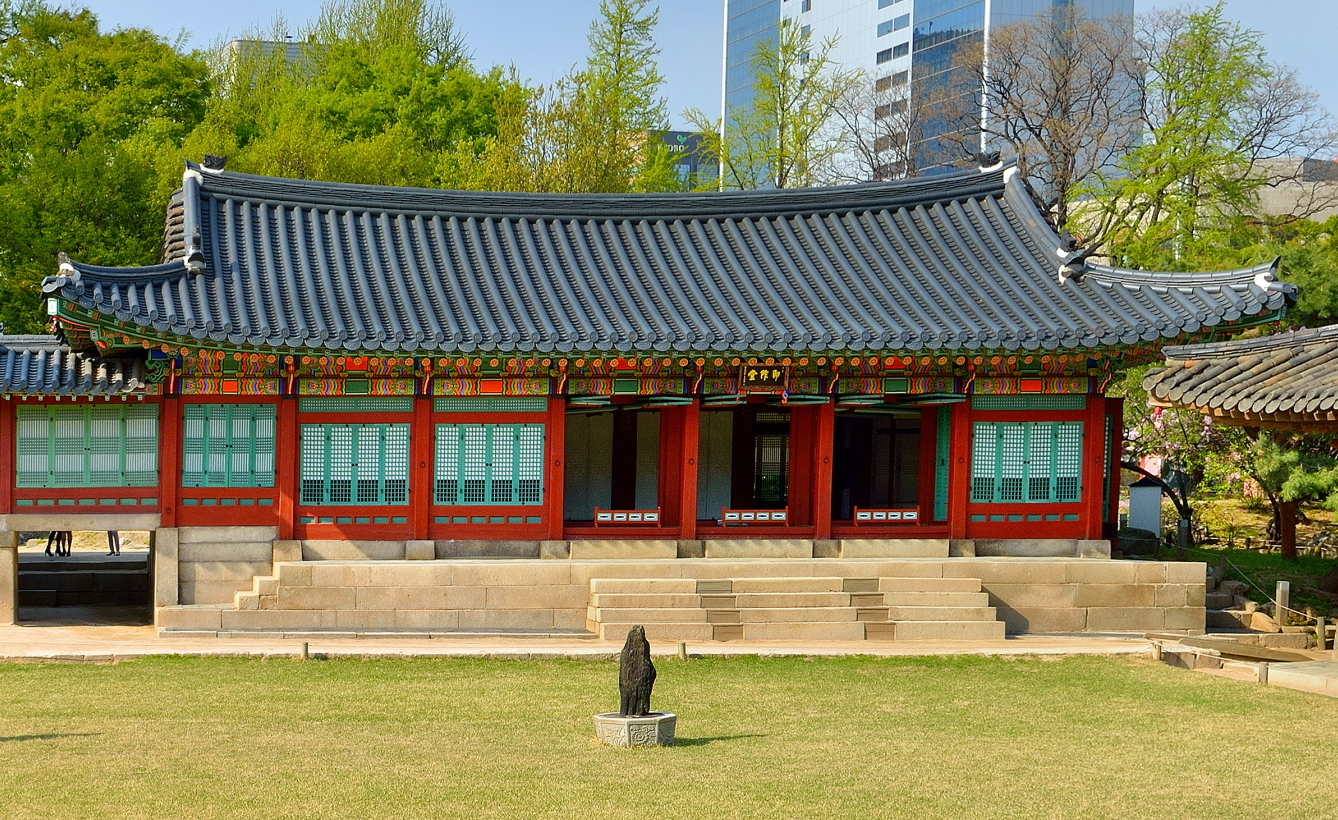
Junmyeongdang.

Questo edificio interno del complesso si erge a nord del Junghwajeon e a ovest del Jeukjodang, del quale condivide sia lo stile che le funzioni. Per un certo periodo, qui visse re Gojong, il quale lo usò anche per accogliere i funzionari stranieri. Sempre per un periodo limitato, svolse anche la funzione di tempio in cui conservare i ritratti di re Gojong e re Sunjong.

### Jeukjodang
È il palazzo nel quale venne incoronato re Sunjong e si trova a nord del Junghwajeon. Venne raso al suolo da un incendio nel 1904, ma fu poi ricostruito nello stesso anno. È collegato al Junmyeongdang grazie a un corridoio a ovest dell'edificio. Nei pressi delle camere reali dovevano trovarsi delle suseok, delle particolari rocce votive, ma inizialmente il Deoksogung ne era privo, perciò ne vennero portate alcune dal Changgyeonggung nel 1984.

### Deokhongjeon

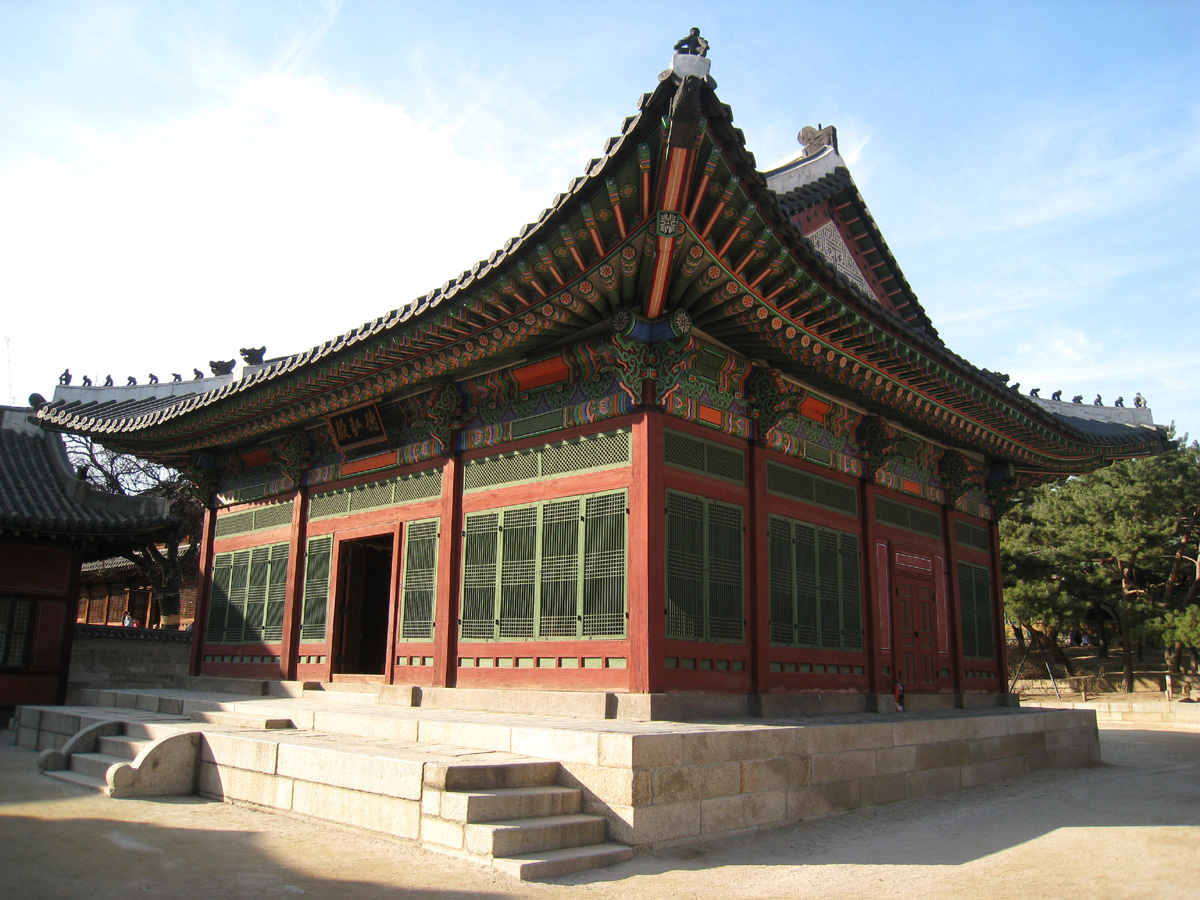
Deokhongjeon.

Costruito nel 1911, la base è composta da lunghe pietre squadrate e i pilastri che supportano il soffitto sono piuttosto alti. Dal punto di vista architettonico, i vari elementi (colonne, tetto, base) sono in armonia l'uno con l'altro e le teste di drago poste come decorazione sul tetto hanno anche la funzione di allontanare la sfortuna e la possibilità di incendi. In questo palazzo, il re si occupava degli affari interni dello stato e accoglieva i dignitari sia locali che stranieri in visita.

### Jeonggwanheon

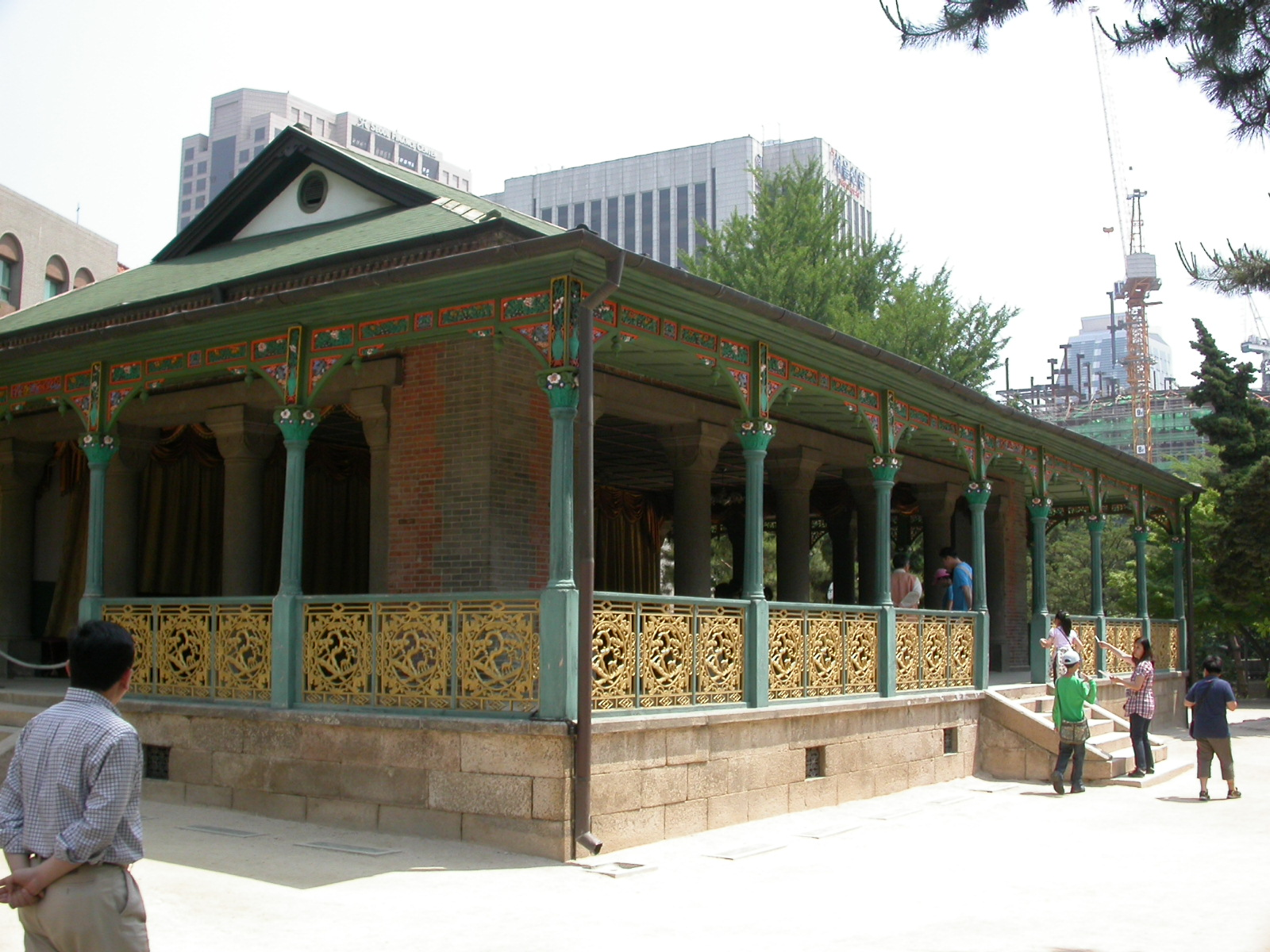
Jeonggwanheon.

Costruito nel 1900, è il primo edificio in stile europeo mai costruito in un complesso palaziale reale. In questo palazzo re Gojong era solito tenere feste e banchetti. Le colonne interne sono tozze e rotonde, mentre quelle interne sono in stile romanico, decorate però con motivi floreali, arabeschi, cervi, pipistrelli e altri elementi.

### Seogeodang

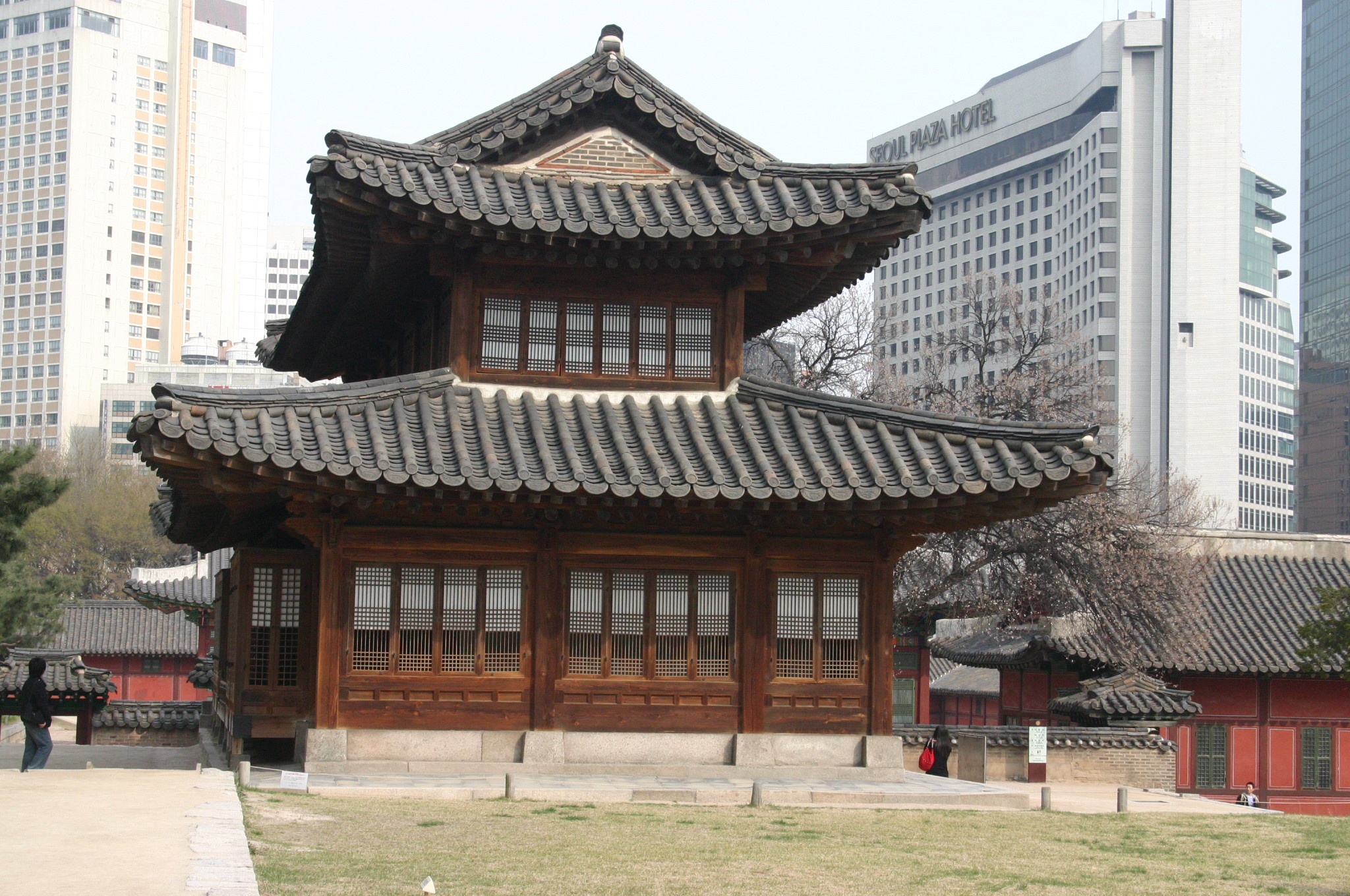
Seogeodang.

Unico edificio a due piani del complesso, il Seogeodang originario venne raso al suolo da un incendio nel 1904 e poi ricostruito nello stesso anno. La struttura originale era quella in cui re Seonjo aveva trascorso gli ultimi 16 anni di vita al suo ritorno in patria a seguito delle invasioni giapponesi del 1592. Morì proprio in questo palazzo. Nel giardino antistante la regina Inmok riprese severamente re Gwanghaegun per i suoi atti malvagi. L'edificio è molto semplice dal punto di vista architettonico ed è privo di qualunque decorazione.